# Herb Nowego Bytomia
Herb Nowego Bytomia – jeden z symboli gminy Nowy Bytom (godło gminne) i Nowego Bytomia, który był samodzielnym miastem od 1947 (formalnie od 15 sierpnia 1939 roku) do 1959 roku, kiedy to połączono go z Rudą, tworząc Rudę Śląską.

## Symbolika
Tarcza herbowa trójdzielna w rosochę, pola przedzielone są czarną taśmą, w prawym białym polu znajduje się wizerunek patronki górników i symbolu górnictwa (nawiązanie do górniczych tradycji gminy) – świętej Barbary trzymającej w prawej ręce kielich z hostią, w lewej miecz, w lewym niebieskim polu złoty półorzeł piastowski zwrócony w lewo (zob. herb Piastów górnośląskich) – odwołanie do położenia gminy na Górnym Śląsku, w dolnym czerwonym polu stalowe koło zębate jako symbol hutnictwa i przemysłu ciężkiego – w dzielnicy znajduje się Huta Pokój. Herb wieńczy corona muralis w kolorze ceglanym.

## Historia
Herb został zaprojektowany przez bytomskiego heraldyka Emanuela Lubeckiego na potrzeby nowej jednostki administracyjnej, bowiem Nowy Bytom niegdyś stanowił część Bytomia. Symbol został przyjęty 20 lipca 1927 roku na posiedzeniu zarządu gminy, a 20 listopada 1928 roku został zatwierdzony przez Śląski Urząd Wojewódzki.
Wizerunek nowego herbu znalazł się na fasadzie ratusza Nowego Bytomia (późniejsza siedziba Urzędu Miejskiego Rudy Śląskiej), wykonał go Augustyn Bier jako płaskorzeźbę w czerwonym piaskowcu. Została ona zniszczona w 1945 roku.
Herb posłużył za wzór do tworzenia nowego herbu Rudy Śląskiej, który przyjęto uchwałą z 25 maja 1998. Wcześniejszy herb Rudy Śląskiej, przyjęty 17 września 1966 roku, nie zawierał wizerunku świętej Barbary, gdyż komunistyczne władze uznały obecność takiego symbolu za niewłaściwą.